# Правительство Пачи Лопеса
Правительство Лопеса или IX. Законодательным органом баскского правительства было правительство Басков, находившееся у власти с 7 мая 2009 года по 14 декабря 2012 года, сформированное после выборов в баскский парламент в 2009 году. Баскский парламент впервые избрал президентом Патси Лопеса при поддержке партий Социалистов, Народной партии и «Союз, прогресс, демократия». Правительство было создано в результате соглашения между Социалистами и Народной партии, хотя членами правительства были только Социалистов или близкие независимые люди. Впервые в истории появилось правительство без националистической партии.

## История
В этом законодательном органе президент Патси Лопес исключил должность вице-президента из организационной структуры правительства Басков.
25 января 2010 года было опубликовано сообщение о создании веб-сайта IREKIA с бюджетом 99 000 евро. Во время презентации было потрачено 43 662 евро

## Правительство
| Министерство                 | Имя             | Партия      | Правление             | Источник |
| ---------------------------- | --------------- | ----------- | --------------------- | -------- |
| Президент                    | Лопес, Пачи     | СПСБ        | 07.05.2009-14.12.2012 | [ 2 ]    |
| Министр безопасности         | Рафальдо Арес   | СПСБ        | 09.05.2009-02.09.2012 | [ 3 ]    |
| Министр образования          | Изабель Селаа   | СПСБ        | 09.05.2009-17.12.2012 | [ 4 ]    |
| Министр экономики и финансов | Карлос Агирре   | независимый | 09.05.2009-17.12.2012 | [ 5 ]    |
| Министр гвардии, юстиции     | Гора Идоя       | СПСБ        | 09.05.2009-17.12.2012 | [ 6 ]    |
| Министр жилья и транспорта   | Иньяки Арриола  | СПСБ        | 09.05.2009-17.12.2012 | [ 7 ]    |
| Министр промышлености        | Бернабе Унда    | независимый | 09.05.2009-17.12.2012 | [ 8 ]    |
| Министр занятости            | Джемма Сабалета | СПСБ        | 09.05.2009-17.12.2012 | [ 9 ]    |
| Министр здороья              | Рафаэль Бенго   | независимый | 09.05.2009-17.12.2012 | [ 10 ]   |
| Министр экологии             | Пилар Унзалу    | СПСБ        | 09.05.2009-17.12.2012 | [ 11 ]   |
| Министр культуры             | Бланка Уржель   | независимый | 09.05.2009-17.12.2012 | [ 12 ]   |